# Edgar Froese
Edgar Wilmar Froese (Tilsit, 6 juni 1944 – Wenen, 20 januari 2015) was een Duits artiest en pionier in de elektronische muziek, die vooral bekend werd als medeoprichter van de groep Tangerine Dream.

## Biografie
Edgar Froese is geboren in Tilsit, Oost-Pruisen tijdens de Tweede Wereldoorlog. Omdat hij al vroeg interesse toonde voor kunst, ging hij naar de kunstacademie in West-Berlijn om er schilderkunst en beeldhouwen te volgen. In 1965, vormde hij een band, genaamd The Ones, die rock- en r&b-nummers speelde in populaire nachtclubs. Toen ze in Spanje speelden werden ze uitgenodigd om te spelen in Salvador Dali's villa in Cadaqués. Dali maakte veel indruk op Froese en gaf hem de inspiratie te experimenteren met muziek. The Ones stopten in 1967, en brachten slechts een single uit: Lady Greengrass/Love Of Mine. Toen Froese terugkeerde naar Berlijn, begon hij muzikanten te werven voor de band die uiteindelijk Tangerine Dream zou heten.
Edgar Froese overleed op 20 januari 2015 op 70-jarige leeftijd aan een longembolie.
Op 29 september 2017 (50 jaar na oprichting Tangerine Dream) is de lang verwachte biografie Tangerine Dream Force Majeure geschreven door Edgar Froese gepubliceerd.

## Solo discografie

### Albums
- 1974 · Aqua
- 1975 · Epsilon in Malaysian pale
- 1976 · Macula transfer
- 1978 · Ages
- 1979 · Stuntman
- 1982 · Solo 1974-1979 - compilatie
- 1982 · Kamikaze 1989 - soundtrack
- 1983 · Pinnacles
- 1995 · Beyond the storm - 2-cd (deels compilatie)
- 2003 · Introduction to the Ambient Highway (compilatie)
- 2003 · Ambient Highway Vol.1, Vol.2, Vol.3, Vol. 4
- 2005 · Dalinetopia (nieuw werk)
- 2005 · Orange light years (compilatie)
- 2008 · Views From a Red Train in 2008 verschenen onder Tangerine Dream

### Singles
- 2008 · Armageddon in the Rose Garden part 1